# Rötkösensaari
Rötkösensaari är en ö i Finland. Den ligger i Kemi älv och i kommunen Tervola i den ekonomiska regionen  Kemi-Torneå  och landskapet Lappland, i den norra delen av landet, 700 km norr om huvudstaden Helsingfors. Öns area är 51,2 hektar och dess största längd är 1,7 kilometer i öst-västlig riktning.